# 平成銀行
平成銀行（へいせいぎんこう）とは、1994年（平成6年）4月20日に発表された北日本銀行、德陽シティ銀行、殖産銀行の合併により、誕生することが見込まれていた新銀行の名称である。

## 3行合併構想発表までの経緯
1994年当時、第二地方銀行界においては3行とも中堅行であったが、景気の後退や金融の自由化の進展に伴い、北日本銀・殖産銀は、単独での生き残りは厳しいと判断していたほか、德陽シティ銀は1979年（昭和54年）に発覚した100億円を超える裏保証、不正経理問題や、その後の不動産向け融資等の不良債権化により、1993年（平成5年）3月期まで2期連続して赤字を計上。かつては東北最大の相互銀行であったが、凋落に歯止めのかからない状況となっていた。
このような中において、県域を超える大規模プロジェクトが多い東北において、合併により広域展開を図った上で、営業基盤の拡大や効率化をはかることに合併の主眼がおかれた。

## 構想の具体的内容
- 名称 平成銀行
- 合併比率 北日本銀、1 殖産銀、1 德陽シティ銀、0.8
- 存続会社 北日本銀行
- 本店 盛岡市、仙台市、山形市の三行本店に設置する三本店制。 資金業務は仙台に集約
- 役員 
  - 会長 大谷邦夫德陽シティ銀頭取
  - 頭取 杉谷利昭北日本銀頭取
  - 副頭取 叶内紀雄殖産銀頭取
  - 名誉会長 熊崎俊二郎北日本銀相談役（非公式）
- 合併期日 1995年（平成7年）1月1日

## 発表から2か月で合併構想破綻

### この間の動き
- 4月20日 3行合併、「平成銀行」構想発表
- 4月23日 殖産銀行従業員組合、合併反対を表明
- 5月8日 北日本銀行従業員組合、臨時大会を招集
- 5月30日 3行、合併調印を延期
- 6月6日 北日本銀従業員組合、頭取ら、経営陣の退陣を要求
- 6月6日 杉谷利昭北日本銀頭取、持病再発で岩手医科大学附属病院に入院
- 6月18日 北日本銀合併の白紙撤回を決議
- 6月19日 德陽シティ銀、臨時取締役会で合併を白紙に戻すことを全会一致で決議
- 6月20日 殖産銀、臨時取締役会で合併の白紙撤回を全会一致で決議

1994年（平成6年）5月8日、北日本銀従業員組合は臨時大会を招集。合併の白紙撤回を決議しほぼ組合員全員の反対の署名を杉谷頭取に提出した。そして、「組合の同意のない限り、合併契約に調印などしない」の旨の約束を経営側と取り交わした。
これら北日本銀より生じた強硬な合併反対の動きに対して、反対の主因となっていた不良債権問題を抱えていた徳陽シティ銀は、不良債権の自行での償却は可能であり、そのための金額と資料を明示した。また、償却に対しても10年間もの年月がかかることはないとの見方を明らかにするが、破綻先債権102億円や金利減免等をあわせて、1088億にのぼるとされる不良債権への懸念が深まるばかりで、日毎に北日本銀行員の間では合併に対して懐疑的となったとされる。また、同行取引先団体も3万人を超える合併反対の署名を提出。顧客からは「合併強行の場合は取引を停止する」との声も出はじめた。
6月18日、岩手医科大学附属病院病室で開催された北日本銀臨時取締役会において、杉谷頭取から合併撤回の提案があり、出席役員全員の賛成により合併撤回の決議がなされた。翌19日には、德陽シティ銀臨時取締役会においても全会一致で合併を白紙に戻すことが決議され、20日には殖産銀取締役会においても合併の白紙撤回を決議、ここに3行合併は破談。「平成銀行」構想は発表からわずか2か月で潰えた。
この合併構想は、1994年（平成6年）2月に大蔵省が出した「行政指針」に沿ったモデルケースと言われ、金融界においては、合併計画そのものが大蔵省主導によりシナリオが練られたとみられていた。また、そもそも北日本銀は殖産銀、仙台銀との間での業務提携を進めていたが、仙台銀が合併に対して慎重な姿勢を見せ始めたため、大蔵省が途中から徳陽シティ銀を加えた合併構想を持ちかけたとされる。
さらに、想定より早い段階で合併構想が表に出てしまい、3行内部での根回し不足が露呈。表面化後には、銀行発足後の主導権争いで3行トップ間にぎくしゃくした側面が現れ始め、特に、経営規模の最も大きい北日本銀に対して、頭取ポストや合併事務局が設置されることに殖産銀や徳陽シティ銀では不満が高まっていた。また、殖産銀の叶内紀雄頭取が「次の頭取は私が就任する」と宣言するにおよび、この発言が混迷の度合いを深める結果となった。

## 合併構想破綻後の3行
徳陽シティ銀は、合併相手に逃げられた銀行として、イメージダウンと経営に対する不安は必至の情勢となった。構想破綻後も縮小均衡で運営されていたが、金融破綻が相次いだ1997年（平成9年）11月、力尽き破綻。仙台銀行を中心とした金融機関に営業譲渡され、2002年（平成14年）4月には清算業務も終了した。
北日本銀は、合併を推進していた杉谷頭取の責任問題が生ずるかに思われたがそれは現出せず、多年にわたり同行の実力者として君臨した熊崎俊二郎相談役が5月31日付で辞任した。また、1999年（平成11年）には合併騒動の際、仙台支店長を務め、同地区での撤回運動の旗振り役を務めた佐藤安紀常務が頭取に昇格した。
殖産銀は、経営陣が合併実現に対して最も前向きであり期待も大きかったので、破綻に対する失望は大きかった。合併解消によるダメージこそなかったが、再び合併を模索するのか、単独での生き残りを目指すのか経営戦略の見直しにせまられた。
1997年（平成9年）には東証2部への上場は実現するが、規模拡大への希求の念は途絶えることなく、1999年（平成11年）12月、同県の地方銀行である荘内銀行との合併構想であるミライオン銀行構想が現出するも、これも同行従業員組合の反対やシステム統合問題がネックとなり合併実現に至らず、叶内頭取は2度にわたる合併破綻を招来したとして引責辞任、経営の表舞台から去った。しかし2007年（平成19年）に、同県の第二地銀である山形しあわせ銀行と経営統合、きらやか銀行が誕生した。